# Luis de la Vega
Luis Ignacio de la Vega Leija, né le 23 juin 1914, à San Luis Potosí (Mexique), mort le 19 septembre 1974, à Tijuana (Mexique), est un joueur mexicain de basket-ball.

## Palmarès
- Troisième des Jeux olympiques d'été de 1936